# Segusino
Segusino est une commune italienne d'environ 2 000 habitants située dans la province de Trévise dans la région Vénétie, dans le nord-est de l'Italie.

## Administration
| Période                                  | Période  | Identité       | Étiquette     | Qualité |
| ---------------------------------------- | -------- | -------------- | ------------- | ------- |
| 28 mai 2002                              | En cours | Agostino Coppe | Centro-Destra |         |
| Les données manquantes sont à compléter. |          |                |               |         |

### Hameaux
Riva Secca, Milies, Stramare, Riva Grassa

### Communes limitrophes
Alano di Piave, Quero, Valdobbiadene, Vas